# Visconde de Carregoso
O título de Visconde de Carregoso foi criado por D. Luís I de Portugal por decreto de 27 de Março de 1869, a favor de António Gomes Brandão.

## Biografia
António Gomes Brandão (19 de Abril de 1807 - 26 de Setembro de 1878) é natural de Cucujães e foi o 1º e único detentor deste titulo. Foi sócio da Companhia de Caminhos de Ferro ao Sul do Tejo e fidalgo cavaleiro da Casa Real. Foi, ainda, eleito deputado da Nação, em diversas legislaturas, de 1861 a 1864. Teve, também, a condecoração de comendador da Ordem da Conceição. O Visconde do Carregoso beneficiou, de diversas formas, a terra que o viu nascer. Em 1870, para a instrução de crianças do sexo masculino, criou uma escola primária em Cucujães, considerada, na época, como uma das mais bem equipadas do distrito de Aveiro.
Fora desta terra, António Gomes Brandão ajudou à construção do antigo Convento da Madre de Deus em Lisboa, cidade onde veio a falecer. Casou com D. Maria da Conceição Neves Cordeiro. A Vila de Cucujães tem uma rua a si dedicada.